# Distrito de Vatomandry
Vatomandry es un distrito de la región de Atsinanana, en la isla de Madagascar, con una población estimada en julio de 2014 de 143 699 habitantes.
Se encuentra ubicado cerca de la costa oriental de la isla, al este de la capital nacional, Antananarivo.